# Gina Rodriguez

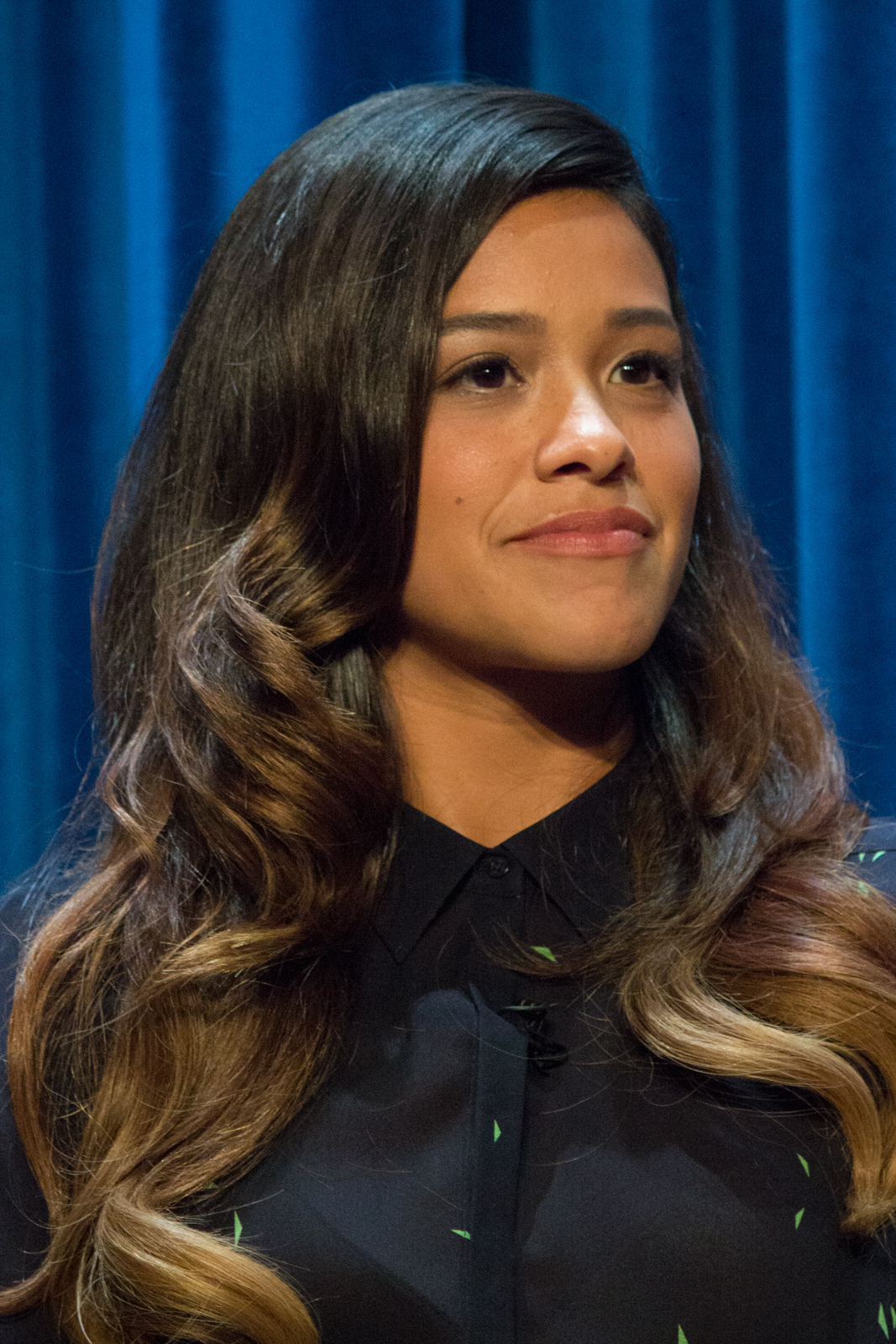
Gina Rodriguez (2014)

Gina Alexis Rodriguez (* 30. Juli 1984 in Chicago, Illinois) ist eine US-amerikanische Schauspielerin. Bekanntheit erlangte sie durch die Rolle der Jane Villanueva in der Fernsehserie Jane the Virgin, für die sie unter anderem mit dem Golden Globe ausgezeichnet wurde.

## Leben und Karriere
Gina Rodriguez wurde im Juli 1984 in Chicago im US-Bundesstaat Illinois als dritte Tochter von puerto-ricanischen Eltern geboren. Ihr Vater ist der Boxschiedsrichter Genaro Rodriguez. Vom 7. bis zum 17. Lebensjahr war sie Mitglied der Salsa-Tanzgruppe „Fantasia Juvenil“. Sie besuchte die New York University Tisch School of the Arts. Außerdem wurde sie an der Atlantic Theatre Company und Experimental Theatre ausgebildet.
Rodriguez begann ihre Karriere mit kleineren Rollen in verschiedenen Fernsehserien. Eine erste Filmrolle hatte sie in dem MTV-Horrorfilm My Super Psycho Sweet 16 2. Im Oktober 2011 erhielt sie die Nebenrolle der Beverly in der CBS-Seifenoper Reich und Schön. Sie bewarb sich für eine Hauptrolle in Devious Maids – Schmutzige Geheimnisse, wurde jedoch nicht gecastet.
Ab Oktober 2014 verkörperte Rodriguez die Hauptrolle der Jane Villanueva in der CW-Dramedy Jane the Virgin. Dafür erhielt sie 2015 den Golden Globe Award in der Kategorie Beste Serien-Hauptdarstellerin – Komödie oder Musical. Sie spricht die Titelfigur in der Animationsserie Carmen Sandiego, deren erste Staffel im Januar 2019 vom Streamingdienst Netflix veröffentlicht wurde. Außerdem übernahm sie die Regie bei drei Episoden von Jane the Virgin sowie bei der Folge Witch Perfect der Fernsehserie Charmed, dem Remake von Charmed – Zauberhafte Hexen.
2018 spielte sie in dem Film Auslöschung neben Natalie Portman.
Im selben Jahr wurde sie in die Academy of Motion Picture Arts and Sciences berufen, die jährlich die Oscars vergibt.
Sie engagiert sich für die Repräsentation von Frauen und insbesondere Lateinamerikanerinnen in der Filmindustrie.

## Filmografie (Auswahl)
- 2004, 2008: Law & Order (Fernsehserie, 2 Episoden)
- 2008: Ten: Thirty One (Kurzfilm)
- 2008: Calling It Quits
- 2009: Eleventh Hour – Einsatz in letzter Sekunde (Eleventh Hour, Fernsehserie, Episode 1x16)
- 2009: Osvaldo’s (Kurzfilm)
- 2010: My Super Psycho Sweet 16 2 (My Super Psycho Sweet 16: Part 2)
- 2010: 10 Dinge, die ich an dir hasse (10 Things I Hate About You, Fernsehserie, Episode 1x14)
- 2010: Army Wives (Fernsehserie, 3 Episoden)
- 2011: Go For It!
- 2011: Happy Endings (Fernsehserie, Episode 1x13)
- 2011: The Mentalist (Fernsehserie, Episode 4x08)
- 2011–2012: Reich und Schön (The Bold and the Beautiful)
- 2012: Filly Brown
- 2013: Longmire (Fernsehserie, Episode 2x05)
- 2013: Sleeping with the Fishes
- 2013: Interstate (Kurzfilm)
- 2013: Rizzoli & Isles (Fernsehserie, Episode 4x10)
- 2014–2019: Jane the Virgin (Fernsehserie, 99 Episoden)
- 2016: Deepwater Horizon
- 2017: Ferdinand – Geht STIERisch ab! (Ferdinand, Stimme)
- 2017: Bo und der Weihnachtsstern (The Star, Stimme)
- 2018: Auslöschung (Annihilation)
- 2018: Brooklyn Nine-Nine (Fernsehserie, Episode 5x22)
- 2018: Animals. (Fernsehserie, Episode 3x03, Stimme)
- 2018: Smallfoot – Ein eisigartiges Abenteuer (Smallfoot, Stimme)
- seit 2018: Big Mouth (Fernsehserie, Stimme)
- 2018: Sharon 1.2.3.
- 2018–2020: Elena von Avalor (Elena of Avalor, 4 Episoden, Fernsehserie, Stimme)
- 2019: Miss Bala
- 2019–2021: Carmen Sandiego (Fernsehserie, 31 Episoden, Stimme)
- 2019: Someone Great
- 2020: Scooby! Voll verwedelt (Scoob!, Stimme)
- 2020: Kajillionaire
- 2020–2021: Tagebuch einer zukünftigen Präsidentin (Diary of a Future President, Fernsehserie, 8 Episoden)
- 2021: Awake
- 2022: I Want You Back
- 2022: Ollies Odyssee (Lost Ollie, Fernsehserie, 4 Episoden)
- 2022–2024: Batwheels (Fernsehserie, 4 Episoden, Stimme)
- 2023: Parachute
- 2023–2024: Noch nicht ganz tot (Not Dead Yet, Fernsehserie, 23 Episoden)
- 2024: Players
- seit 2025: Will Trent (Fernsehserie)